# 365

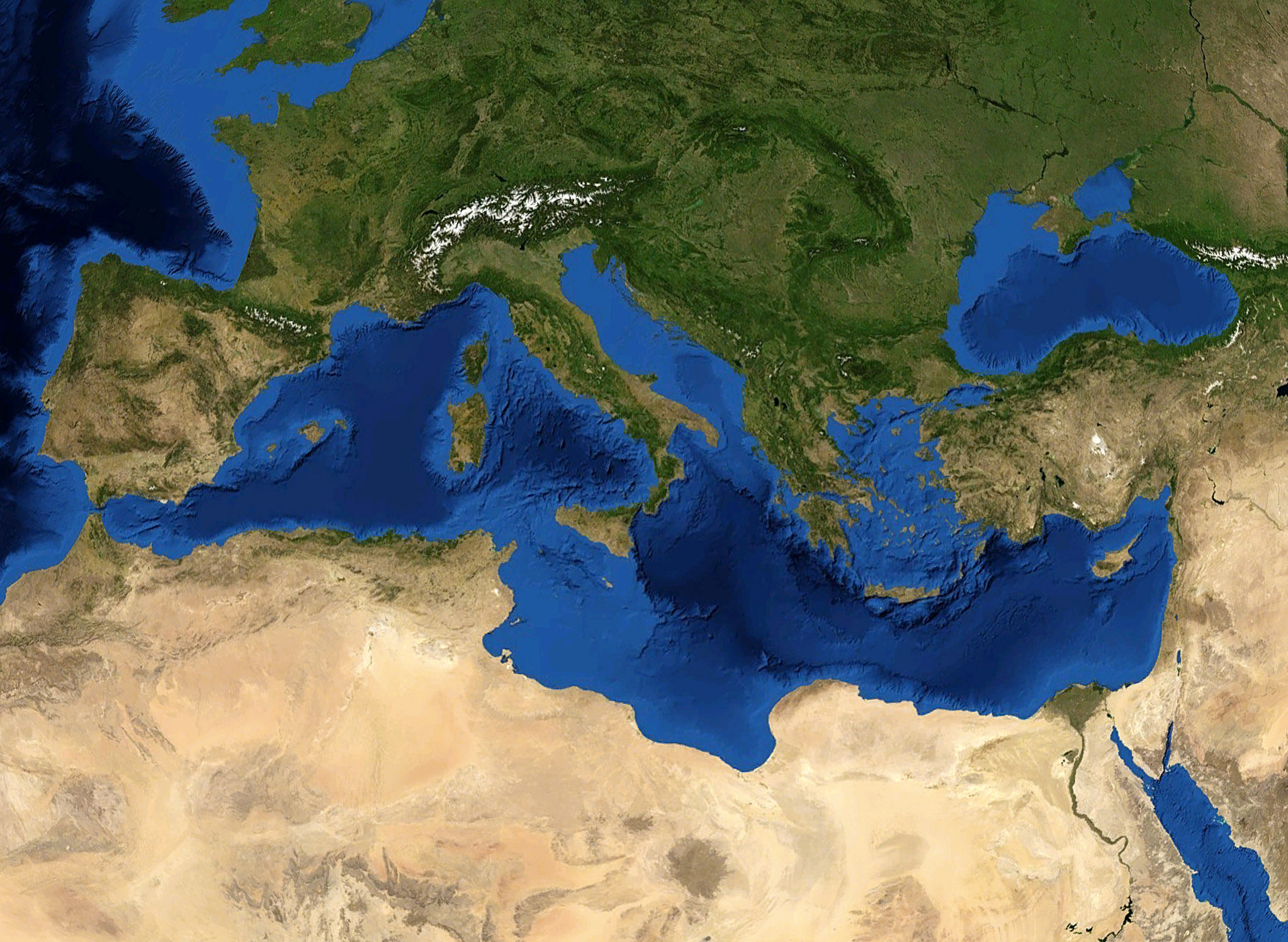
Aardbeving op Kreta en een tsunami treft het Middellandse Zeegebied (365)

Het jaar 365 is het 65e jaar in de 4e eeuw volgens de christelijke jaartelling.

## Gebeurtenissen

### Europa
- Keizer Valentinianus I verlaat Milaan en vertrekt met een expeditieleger naar Gallië om de Alemannen te bestrijden. Charietto, guerrilla-leider, voert bij de Rijn een nachtelijke overval uit en sneuvelt tegen de Germaanse stammen.
- Kreta wordt getroffen door een zware aardbeving en als gevolg daarvan een tsunami, die grote schade aanrichten. Veel gebouwen worden helemaal vernietigd. Delen van West-Kreta komen tot negen meter hoger te liggen.

### Afrika
- 21 juli – Een onderzeese aardbeving treft Kreta. De resulterende tsunami vernietigt de havensteden aan de noordkust van Afrika. Rond het Middellandse Zeegebied worden de landen Italië, Griekenland en Palestina zwaar getroffen.

### Klein-Azië
- 28 september – Procopius, Romeins usurpator, laat zich in Constantinopel door de Senaat tot keizer (augustus) benoemen. Valens die verwikkeld is in een veldtocht tegen de Perzen, kan de opstand niet onderdrukken.
- Procopius sluit een alliantie met koning Athanarik en vraagt de Visigoten om militaire steun tegen Valens. Hij stuurt 3000 Goten als foederati om hem te helpen.

### China
- Periode van de Zestien Koninkrijken: De 23-jarige Jin Feidi (r. 365-371) volgt zijn broer Jin Aidi op als keizer van het Chinese Keizerrijk.

## Overleden
- Charietto, Romeins guerrilla-leider
- Felix II, tegenpaus